# ایننشتات (کلن)
ایننشتات (به آلمانی: Köln-Innenstadt) یک منطقهٔ مسکونی در آلمان است که در کلن واقع شده‌است. ایننشتات ۱۶٫۴ کیلومتر مربع مساحت و ۱۲۸٬۰۳۲ نفر جمعیت دارد.